# 黛安娜·罗
黛安娜·舍勒（德語：Diane Schöler，1933年4月14日—2023年6月19日），本名黛安娜·罗（英語：Diane Rowe），英格兰及德国女子乒乓球运动员。她曾获得2枚世界乒乓球锦标赛金牌和4枚欧洲乒乓球锦标赛金牌。